# Яротівка
Яро́тівка — залізничний пасажирський зупинний пункт Харківської дирекції Південної залізниці.
Зупинний пункт було відкрито в 1927 році, але в листопаді 1924 році на цьому місці або десь поблизу вже існувала зупинка 205 верста.
Розташований неподалік від селища Григорівка, Дергачівський район, Харківської області на лінії Одноробівка — Шпаківка між станціями Пересічна (2 км) та Рогозянка (11 км).
Станом на травень 2019 року щодоби сім пар приміських електропоїздів здійснюють перевезення за маршрутом Харків-Пасажирський/Харків-Левада/Харків-Балашовський — Золочів.